# 陸軍幼年学校 (日本)

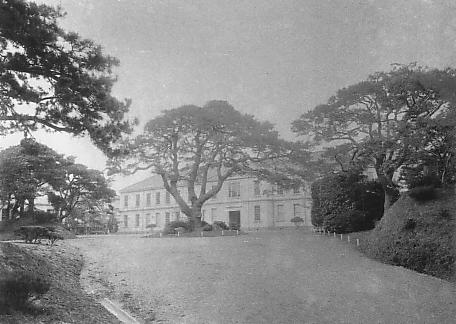
明治後期の頃の陸軍中央幼年学校

陸軍幼年学校（りくぐんようねんがっこう、旧字体：陸軍幼年學校󠄁）は、大日本帝国陸軍において、選抜した満13歳以上・満15歳未満の男子（主に旧制中学校2年生）を、将来の陸軍現役兵科将校として教育するために設けられた全寮制の教育機関（軍学校）。プロイセンの陸軍幼年学校（Kadettenanstalt）に範をとって設立された。通称・略称は陸幼・幼年校・幼年学校。

## 概要
帝国陸軍の幼年学校には幾度の変容があり、陸軍士官学校が予科・本科制度となった1920年以降「陸軍幼年学校」は、将来の将校候補者すなわち陸軍士官学校の予科（「陸軍士官学校予科」、陸士予科。これはのち予士こと「陸軍予科士官学校」に改称し独立）に入校しその予科生徒（予士生徒）とならん者を、受験時に満13歳以上・15歳未満の若年時に生徒として受け入れて教育する、旧制中学校相当の全寮制の教育機関であった。1940年（昭和15年）の昭和15年勅令第89号「陸軍幼年学校令」第一條では「陸軍幼年学校は生徒に陸軍予科士官学校生徒たるに必要なる素養を与うる為軍事上の必要を考慮して普通学科を教授し軍人精神を涵養する所とす」と定義されている。
陸士予科生徒は陸幼出身者（陸幼組）と、陸幼に進まずに一般の旧制中学校に学んでから陸軍現役兵科将校を志願した中学出身者（中学組）から主に構成される。
陸士卒業生は旧1期（明治10年10月卒業）から昭和20年の敗戦までの間に約5万1千名、うち陸幼組は明治7年4月の卒業生から昭和20年の終戦時の在校生までの約1万9千名であり、累計の人数比は
「陸幼組：中学組＝4：6」
となる。
陸幼生徒は陸士予科生徒と合わせて「将校生徒」とも呼称された。
1920年代以降の基本的な将校任官の流れとして、陸幼または中学から陸士予科（1896年から1903年は陸軍中央幼年学校、1903年から1920年は陸軍中央幼年学校本科、この中央幼年・中央幼年本科は地方幼年・中央幼年予科の陸幼卒業者のみが入校した。中幼本科が改変された1920年から1937年は陸軍士官学校予科、1937年から1945年は陸軍予科士官学校となり、陸士予科・予士へは陸幼卒業者のみならず中学出身者も入校する）に進んだ生徒は、陸士予科において旧制高等学校に準ずる「普通学」を主に学び、卒業時に指定されている兵科（兵種）及び原隊の士官候補生となり、約半年間の隊附勤務（この間に形式的なものであるが階級は上等兵から伍長に進級）を経て、軍曹の階級が与えられ今度は陸軍士官学校の本科（陸軍士官学校本科。これはのち陸軍士官学校に改称し、さらに陸軍航空部隊関係の兵科将校を専門的に養成する陸軍航空士官学校も分離独立）に入校。陸士本科（陸士）においてより専門的かつ高度な軍事学を学び、卒業後に原隊において見習士官（階級は曹長）となり数ヵ月後に晴れて任陸軍少尉となった。陸軍航空士官学校へ進む兵科将校候補者（航空兵科将校候補者）の場合、その専門性から予科卒業後の士官候補生としての隊附勤務は無いか短期間で、また本科卒業後の見習士官としての隊附勤務はない。陸軍幼年学校は帝国陸軍において本流となる現役兵科将校へと進む階段において最初の一歩となる。なお、明治後期からは陸幼卒業者は陸士予科入校試験は免除され、エスカレーター式に進む。
1896年（明治29年）から1903年（明治36年）までは、上述の陸士予科にのちに改変される学校を「陸軍中央幼年学校」とし東京に1校を設置、上述の陸軍幼年学校とのちになる学校を「陸軍地方幼年学校」と称し仙台、東京、名古屋、大阪、広島、熊本の各地方に設置し、各地方幼年は仙台陸軍地方幼年学校などと地名を校名に冠した。1903年には、「陸軍中央幼年学校」と「東京陸軍地方幼年学校」が合併され、従来の陸軍中央幼年学校は「陸軍中央幼年学校本科」に、東京陸軍地方幼年学校は「陸軍中央幼年学校予科」と改変された。陸軍士官学校が予科・本科制度となる1920年（大正9年）以降に「陸軍中央幼年学校本科」は「陸軍士官学校予科」、陸軍中央幼年学校予科は「東京陸軍幼年学校」、各地の陸軍地方幼年学校も「陸軍幼年学校」（大阪陸軍地方幼年学校の場合は大阪陸軍幼年学校に改称）となる（#歴史）。

藤井非三四は、地方幼年学校（生徒150名）の運営経費が、生徒600人の旧制高等学校のそれとほぼ同額であり、幼年学校で「生徒1名に対し、教職員2名」の体制が取られていたことに言及し、下記のように述べている。

### 選抜
将来の陸軍将校となることが事実上約束されており、若くして軍服に身を包み、規律正しい集団教育を受けるエリート集団たる陸幼生徒は当時の小学生・中学1 - 2年生男子の羨望の的であり志望者が多かった。陸幼入校者を選抜する召募試験の倍率は、時代によって変動したが概ね20倍程度を保ち、中学校のトップクラスでも合格は容易でなかった。
太平洋戦争（大東亜戦争）中に旧制鶴岡中学校（現・山形県立鶴岡南高等学校）に在学していた渡部昇一は、下記のように回想している。
- 鶴岡中学では、陸幼を志望する1年生・2年生に対して、毎日の始業前に1時間の「特別授業」を実施していた。
- 陸幼は難関であり、渡部が鶴岡中学に在学している間に、鶴岡中学から陸幼に入校した者は1名のみであった。

陸軍幼年学校生徒採用試験は合格・入校すると同時に軍籍に入るため「召募試験」と呼ばれ（士官学校の採用試験も同じ）、身体検査と学科試験が実施された。まず身体検査が行われ、身体検査に合格した者のみが、学科試験（国語・作文・地理・歴史・数学・理科）を受験できた。
陸幼受験資格は、満13歳以上・満15歳未満（願書を提出する翌年＝入校する年の、3月31日における年齢）という年齢制限のみであり、2回まで受験できた。召募試験において求められる学力は中学校1年第2学期修了程度であったが、受験に際して学歴は不問であった。陸幼の召募試験は高倍率であったため陸幼生徒の多くは中学校出身者であったが、少数ながら高等小学校出身者も存在する。
特待生となる資格を持つ「戦死した、または公務による負傷・疾病で死亡した、陸海軍の軍人、または文官の遺児」は、一定の成績であれば順位に関わらずに合格とされた。陸幼生徒選抜にあたっては理数系の素養が重視されており、数学が満点で、他が一定基準を満たしていれば優先的に合格とされた。さらに、召募試験合格者は入校予定の各陸幼において精密な身体検査を受け、これに改めて合格した者が晴れて陸幼生徒となった。
武官の子息を主な対象とする月謝の減免措置も影響し、陸幼入校者のうち30% - 50%程度が武官の子息であった（統計）。

### 月謝
毎月の納金（月謝）は、士官学校（陸軍予科士官学校・陸軍士官学校・陸軍航空士官学校・陸軍経理学校）が無償であったのに対して、幼年学校は有償であった。例として、1938年（昭和13年）時点での陸幼の月謝（授業料＋寮費）は20円であり、父兄は小遣い5円を加えた25円を毎月送金した。
ただし、
（a）戦死した、または公務による負傷・疾病で死亡した、陸海軍の軍人（「軍人」には兵を含む、以下同じ）、または文官（「文官」には公吏を含まない、以下同じ）の遺児。
（b）恩給法により普通恩給・増加恩給を受ける権利を得ている、陸海軍の軍人、または陸海軍の準軍人の子息。
（c）陸海軍の現役の佐官以下の高等武官の子息。
（d）11年以上軍務に精励する、陸海軍の現役の准士官以下の軍人の子息。
（e）15年以上軍務に精励する、陸海軍の奏任官・判任官たる文官の子息。
（f）特に国家に功労がある陸海軍の軍人、または文官で、死亡した者の遺児。
のいずれかに該当する場合は、資産状況も踏まえ、特待生（月謝を全額免除）または半特待生（月謝を半額免除）とされた（昭和13年時点の規定による）。

#### 中学校の月謝との比較
中学校の月謝の例として、1935年（昭和10年）時点での愛知県立中学校の月謝（授業料のみ）は4円70銭であった。1940年（昭和15年）に刊行された書籍（監修：教育総監部）には、陸幼生徒の父の談話という形で「陸幼の月謝が20円（小遣いを加えた毎月の送金額は25円）であるのに対し、自宅から中学校に通わせる場合も毎月20円は必要である」旨が記されている。

### 教育
陸幼における3年間の教育では、陸軍教授たる文官教官による旧制中学校2年生から5年生課程相当の普通学（「学科教育」）が主となる。加えて比較的簡素な軍事学（「訓育」）や精神訓話を武官たる生徒監などに学んだ。学課は一般中学と大差はないが、陸幼では語学（ドイツ語・フランス語・ロシア語・英語の4つから1つを選択〈英語は1938年（昭和13年）より仙幼と熊幼で導入〉）、音楽、図画が重視されていたという違いがある。
1921年（大正10年）、陸幼卒業者に高等学校の受験資格が与えられるようになった。

### 訓育班
修業期間は約3年間で第1学年、第2学年、第3学年と進み、同期の生徒達は50名定員の訓育班に属し、さらにこの訓育班は1クラス25名定員の学班にわかれる。1938年時点では生徒の寝室は10名定員であり、これには後述の「模範生徒」が1名つき起居を共にする。各訓育班には自習室が設けられ、各生徒には机があたえられる。従来は召募人数は1期ごとに50名が定員であったが、満洲事変以降は順次増員されていき、1940年（昭和15年）入校の第44期生では150名となっている。そのため当時の訓育班は「第一訓育班」・「第二訓育班」などとわけられる。1945年（昭和20年）の第二次世界大戦敗戦時の全国各6校の陸幼には、第47期生までは3個訓育班であったものが、第48期・第49期生で1個訓育班に50-60名の生徒が在籍し多い場合では6個訓育班（1期約300名）まで編成されていた。
陸幼生徒は陸士生徒や一般の将兵同様に、休日として日曜と祭日には外出が認められていたほか、長期休暇として「夏休み」と「冬休み」が与えられていた。また大型行事として夏には遊泳演習、秋には運動会と修学旅行があった。酒保も週の中一日と日曜に開かれた。

### 職員
1940年改正「陸軍幼年学校令」においては陸幼職員として「校長」・「副官」・「学校附」・「教官」・「訓育部長」・「生徒監主事」・「生徒監」・「下士官及判任文官」を置くこととなっている。概ね「校長」は少将・大佐級、「訓育部長」と「生徒監主事」は中佐級、各「生徒監」は少佐級である。特に訓育班において指導の中心となる「生徒監」は、幼い生徒達にとって特に重要な存在となった。第二次大戦後半中、軍隊では大隊長級の中堅将校たる生徒監は激化する戦地への転出が相次ぎ、末期には1学年に対して1ないし2名という状態になっていったため、新たに尉官の「訓育班長」を各訓育班に置き生徒監を補佐するようになった。

### 模範生徒・取締生徒
生徒間においては、第1学年・第2学年の訓育班では、品行方正かつ学術優秀な第3学年の上級生が特に命ぜられ、下級生と同じ寝室・自習室において寝台・自習机を共にし、日夜その指導にあたる「模範生徒（旧称は指導生徒）」と称す制度がある（類似する制度は陸士予科にも存在した）。「模範生徒」に限らず、下級生は日常において上級生の直接的な指導を仰ぐ。
「貴様と俺」の関係である同学年でも、各班寝室・日直別で輪番制の「取締生徒」と称す制度があり、当番となった取締生徒は学科などにおいて自身の班の引率などを行った。
教官や上級生からの制裁について、日中戦争（支那事変）勃発間もない1938年春に広島陸軍幼年学校（広幼）に第42期生として入校し、3年間を過ごした村上兵衛（陸幼42期卒業後は第57期生として予士・陸士に進み、少尉任官後は近衛歩兵第6連隊の連隊旗手を経て陸士区隊長たる陸軍中尉で敗戦を迎え、戦後は作家となる。広幼第1学年当時の上級生は第3学年第40期、第2学年に第41期生）は皆無であったと証言している。
一方で、同期生に「全校一」と称されるほどには目立って美男子ないし可愛い顔をしていた、武窓用語における「稚児さん」や「ショーネン」に該当する村上生徒は、その美貌により「模範生徒」を含む上級生からあまりしぼられなかったという自覚を持っている。

### 制服

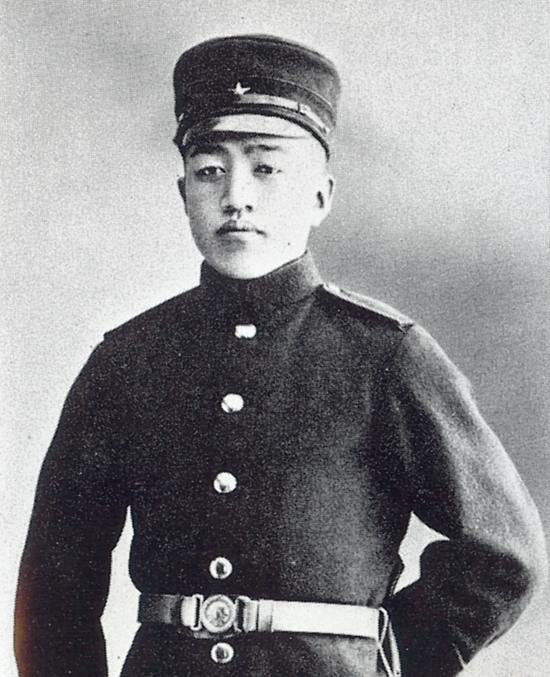
1900年代初頭頃の陸軍中央幼年学校ないし仙台陸軍地方幼年学校生徒。のちの陸軍大将土肥原賢二

制服（軍服）の服制は時代によって幾度の変容があるが、大改正された1938年の昭和13年勅令第392号「陸軍服制改正」における陸軍幼年学校生徒服制では、上質な生徒専用のものが制定されている。一般の下士官兵用の冬夏衣袴とは全く異なる貼付式の物入（ポケット）、ショルダーループ型の肩章、桜花刻印の釦、鏑袖（袖折り返し）を有し、高品質の生地・仕立てな立折襟服が制定されており、また緋色の玉縁（パイピング）が肩章と、袖（楔形で冬衣のみ）に施された。特に襟には見習士官・士官候補生・陸軍予科士官学校生徒のものに準ずる、伝統の金色の金属星章である特別徽章がつく。この特別徽章は1943年（昭和18年）の昭和18年勅令第774号「陸軍服制中改正」によって、星章にさらに緋色地で桜花葉刺繍がついた華麗なものとなり、また従来は無地であった肩章には桜花葉のついた金色金属星章が追加されている。時代によりこの陸幼生徒の襟の星章は有無の違いがあるが、陸幼生徒は軍帽の星章（帽章）と相まって「星の生徒」とも呼称されていた。
さらに士官候補生・陸士予科生徒などと同様に、旭日章と桜花・桜葉を刻印したバックルを備えた帯革（ベルト）を陸幼生徒は着用する。手袋（白手袋）の着用区分も士官候補生（将校候補者）・陸士予科生徒・陸経予科生徒と同じく陸幼生徒も将校に準ずるため、これを使用する。また、1900年（明治33年）頃からは陸軍地方幼年学校生徒でも外出時に帯剣するようになり、以降は主に三十年式銃剣を使用した。

## 歴史
1870年（明治3年）、横浜語学研究所を大阪兵学寮に編入、幼年学舎としたことに始まる。1871年（明治4年）、大阪兵学寮は陸軍兵学寮・海軍兵学寮に分離され、同年東京府に移転した。1872年（明治5年）、陸軍兵学令の改正に伴い陸軍兵学寮幼年学舎から独立する形として幼年学校が設立された。さらに1874年（明治7年）、陸軍士官学校（陸士）が陸軍兵学寮より離れて独立。翌1875年（明治8年）、幼年学校も陸軍兵学寮より分離独立、陸軍幼年学校と改称されたが、1877年（明治10年）には陸軍士官学校に組み入れられ一時消滅した。
1886年（明治19年）4月に教育令に代わって中学校令等が公布されると、翌1887年（明治20年）、陸軍士官学校官制および陸軍幼年学校官制が制定され、陸軍幼年学校は再度設立された。1889年（明治22年）6月、陸軍幼年学校官制を廃止し、陸軍幼年学校条例が制定された。
日清戦争後の1896年（明治29年）5月、陸軍幼年学校条例が廃止され、代わって陸軍中央幼年学校条例および陸軍地方幼年学校条例が制定された。すなわち、陸軍中央幼年学校を東京に1校、陸軍地方幼年学校を仙台、東京、名古屋、大阪、広島、熊本に各1校が陸軍省管轄の学校として設立された。これにより、地方幼年学校に入校し3年間学び、卒業すると今度は中央幼年学校に入校して2年間学ぶという、地方・中央合わせて5年間の修業年限となった。すると、文部省管轄の（旧制）尋常中学校（修業年限5年）と酷似する制度となり、教育界や新聞などから地方幼年学校の廃止論が活発化した。帝国議会でも貴族院で久保田譲が廃止論を唱え、地方幼年学校廃止の建議案を第11回帝国議会に提出する準備もなされたが、衆議院の解散によってタイミングを失ってしまう。また、当時の中学校では学校騒動が問題となっていたこと、中学校の自由教育を受けてきた人材は信用ならないという観念が陸軍側にあったことから、結局廃止には至らなかった。
1898年（明治31年）5月12日、中央幼年学校は東京市牛込区市ケ谷本村町旧野戦砲兵第1連隊跡に新築された校舎に移転した。1903年（明治36年）、政府の財政難により陸軍中央幼年学校と東京陸軍地方幼年学校の合併が図られた。その結果、同年6月29日、陸軍中央幼年学校条例を全部改正（明治36年勅令第108号）、陸軍地方幼年学校条例を一部改正（明治36年勅令第109号）し、従来の陸軍中央幼年学校を陸軍中央幼年学校本科に、東京陸軍地方幼年学校を陸軍中央幼年学校予科とした。また、旧東京陸軍地方幼年学校の校長職を廃止し、陸軍中央幼年学校の校長が本科・予科の校長を兼ねた。
1920年（大正9年）、陸軍幼年学校令が制定され、同年8月10日、陸軍中央幼年学校本科を陸軍士官学校予科に、陸軍中央幼年学校予科を東京陸軍幼年学校に、陸軍地方幼年学校は陸軍幼年学校（名古屋陸軍地方幼年学校の場合は名古屋陸軍幼年学校）とそれぞれ改称された。しかし、1922年（大正11年）のワシントン海軍軍縮条約に代表される世界的軍縮傾向のなか、同年、大阪校が廃止された。続いて1923年（大正12年）名古屋校、1924年（大正13年）仙台校、1925年（大正14年）広島校、1926年（大正15年）熊本校が順次廃止され、東京の陸軍幼年学校のみとなった。しかし翌1936年（昭和11年）には再び広島校が復活。さらに1937年（昭和12年）には仙台校、1939年（昭和14年）には熊本校、1940年には大阪校および名古屋校が順次復活した。例として大阪校は場所を楠木正成の居城近くの千代田村（現：河内長野市）に移し、4月1日に第44期生が入校した。
1945年、太平洋戦争（大東亜戦争）敗戦に伴い、陸軍幼年学校は陸軍士官学校・陸軍航空士官学校・陸軍予科士官学校などとともに廃止され、解散した。
東京陸軍幼年学校の敷地は農耕地となり、1946年（昭和21年）3月1日、昭和天皇の行幸（昭和天皇の戦後巡幸）があった。

## 陸幼組と中学組
「帝国陸軍部内では、陸幼出身者が優遇され、要職を独占した。中学出身者は傍流であった」という見解が存在する。

### 武石典史の論考
武石典史は陸士17期（明治38年3月卒業）から陸士55期（昭和16年7月卒業）について陸幼出身者（陸幼組）と中学校出身者（中学組）の出身家庭を調査し、
1. 陸幼組は「近代セクター（武官・官公吏（文官）・教員・警察官・会社員・医師・弁護士・政治家など）」の占有率が高く、当時のエリートの代表である高等学校生・帝大生をも上回っていた。
2. 中学組は「農業セクター」の占有率が高い。
3. 陸幼組の出身家庭の多くを占める「近代セクター」の中でも武官の占める割合が常に高く、陸幼生徒の2割から3割が武官の子息で占められていた。

という3点を指摘している。
武石典史は、
1. 父兄の属する経済階層で比較すると、陸幼組が中学組を上回っていた。
2. 出身地（出身中学校所在地）で比較すると、陸幼組は東京府出身者が最も多かったと見られるのに対し、中学組の出身地は全国に分散していた。

と述べている。
陸軍将校の進級・補職に対しては、陸士の卒業成績、陸大の卒業成績が決定的な影響を及ぼしていたとされる。陸士の卒業成績では、上位と下位に陸幼組が多く、その中間に中学組が多いとされてきた。
武石典史は、陸士15期（明治36年11月卒業）から陸士46期（昭和9年6月卒業）について陸士卒業序列を調査し
1. 陸幼組が上中位層に偏りを見せる。
2. 中学組が中下位層に偏りを見せる。
3. 成績上位層の大半を陸幼組が占める。

という3点を指摘し、下記のように述べている。
武石典史は、陸士15期から陸士44期（昭和7年7月卒業）の陸大卒業者について、陸士卒業成績別に「少尉任官から陸大に入校するまでの平均所要年数」と「陸大優等卒業者（恩賜組）の人数」を調査し、
1. 陸士卒業成績が上位であるほど、陸大卒業者の比率が高い。
2. 陸大卒業者の実数と輩出率の双方で、陸幼組が中学組を上回る。
3. 陸大恩賜組（卒業席次上位6名[32]）の輩出数では陸幼組が中学組を「2倍から3倍」と圧倒しており、首席・次席・三席の上位3名に限ると、陸幼組68名に対し中学組は10名とさらに差が広がる。
4. 少尉任官から陸大入校までの所要年数を検討すると、陸大入試において、陸幼組が中学組より優遇されていたとは認めがたい。
5. 陸大を受験するには所属長（連隊長など）の推薦が必要であり、所属長が推薦するのは陸士卒業成績上位の者であるのが自然であるため、陸士卒業成績が上位であることが多い陸幼組が有利になったことはあろう。

という5点を指摘している。
陸大に合格するには3年程度をかけての受験勉強が必要とされていた。陸大受験資格を有したのは「所属長の推薦を受けた、陸士を卒業して少尉任官後に隊附（部隊勤務）2年以上の中尉・少尉」であったが、中尉・少尉の期間に陸大の受験勉強をするためには、所属長が便宜を図ってくれることが重要であり、かつ優秀な部下が陸大に入校することは所属長にとって喜ばしいことであった。
所属長から陸大入校を期待された中尉・少尉に対しては
1. 連隊旗手（連隊本部での勤務となるため、余暇が多い）に選ぶこと。
2. 陸士予科の区隊長（余暇が多い）に派遣すること。
3. 陸大入試の日程上（4月に師団所在地で初審、8月に初審合格通知、12月に東京の陸大で再審・合否決定）、受験勉強の追い込みの時期に行われる秋季演習（10月末から11月）への参加を免除し、さらに11月半ばから休暇を与えて上京させて勉強に専念させること。

などが行われた。

陸士36期（大正13年7月卒業）の塚本誠は、中央幼年学校予科（東京地方幼年学校）を経て、大正9年に中央幼年学校本科（同年に陸士予科に改称）に入校したが、下記のように述べている。
武石典史は、中央三官衙（陸軍省・参謀本部・教育総監部）の課長級以上に補職された者（陸士15期から陸士39期（昭和2年7月卒業））について、陸大卒業席次、陸幼組・中学組の別、陸士卒業席次を調査し、
1. 陸幼組（217名）に対し、中学組（68名）は約3分の1に留まる。
2. 陸士と陸大の双方で成績上位であるほど、三官衙の課長に就任できる可能性が高かった。
3. 陸士の成績が上位であれば、陸大卒の履歴を有さない「無天組」でも中央三官衙の課長への道、稀な例ではあるが局長への道が開かれていた。

という3点を指摘している。さらに、陸士優等卒業・陸大優等卒業であれば90%が中将以上に至ったのに対し、陸大優等卒業のみの場合は中将以上に至ったのは76%に留まり、明確な差が認められるという今西英造の見解を紹介している。
武石典史は、帝国陸軍において陸士の卒業成績・陸大の卒業成績が進級と補職に大きく影響したため、陸士・陸大の双方において成績上位者を多く輩出している陸幼組が、中学組と比較して、より高い階級に至って長く現役に留まり、より重要なポストに補任される結果となったものである、と結論している。

### 藤井非三四の論考
藤井非三四は、陸幼組が陸軍先進国の言語であるドイツ語・フランス語、仮想敵国の言語であるロシア語を学んだのに対し、英語しか学んでいない中学組が、陸大合格率・陸大卒業席次の双方においてハンデを負っていたと指摘する。
藤井非三四は、
1. 中央三官衙の要職の筆頭と言える参謀本部作戦課長（参謀本部第二課長、昭和11年6月から12年11月までは第三課長）についてみると、陸士15期以降では中学組が補職されたのは今村均（陸士19期、陸大27期首席）のみで、他は陸幼組で占めた[38]。今村は、作戦課長在任中に満州事変が起きると、処理方針を巡って孤立無援の状態に陥り、特に失策がなかったにもかかわらず、わずか半年の在任で更迭される悲運に遭った[38]。
2. 陸軍省軍務局軍事課長についてみると、昭和に入ってからは陸幼組が独占した[39]。
3. 人事を扱う部署についてみると、陸軍省人事局長は昭和に入ってから中学組が補職されたのは川島義之（陸士10期）のみで他は全て陸幼組が占め、陸軍省人事局補任課長は陸幼組が独占し、参謀の人事を扱う参謀本部庶務課長も陸幼組が独占しており（陸幼組でない牛島貞雄（陸士12期）は陸軍教導団出身）、「人事は陸幼組が独占」という状況であった[39]。
4. 陸士19期は、日露戦争中の初級将校の大量損耗に狼狽した当局が臨時に募集した期であり、1,200名という異例の多数を採用し、中学組のみから構成される特異な期であった[38]。陸士19期で陸大恩賜組に入った者は今村均（陸大27期首席[40]、昭和18年5月に大将[41]）、田中静壱（陸大28期恩賜[40]、昭和18年9月に大将[42]）、河辺正三（陸大27期恩賜[40]、昭和20年3月に大将[43]）、本間雅晴（陸士19期歩兵科恩賜[31]、陸大27期恩賜[40]、中将で昭和17年8月に予備役[44]（第14軍司令官としてフィリピン攻略に当たった際の不手際を問われた））の4名を数えるが、いずれも人事上は不遇であった[38]。

という4点を指摘し、陸幼組には親身に面倒を見てくれる先輩がいたのに対し、中学組にはそれがなく、幼年学校閥という「見えざる壁」が合理的な人事を阻んだ面があると述べている。

## 各校
- 東京陸軍幼年学校（旧東京陸軍地方幼年学校および陸軍中央幼年学校予科）- 東幼
- 大阪陸軍幼年学校（旧大阪陸軍地方幼年学校）- 大幼
- 仙台陸軍幼年学校（旧仙台陸軍地方幼年学校）- 仙幼
- 名古屋陸軍幼年学校（旧名古屋陸軍地方幼年学校）- 名幼
- 広島陸軍幼年学校（旧広島陸軍地方幼年学校）- 広幼
- 熊本陸軍幼年学校（旧熊本陸軍地方幼年学校）- 熊幼
- 陸軍中央幼年学校本科（旧陸軍中央幼年学校のち陸軍士官学校予科）

## 用語
陸幼・陸士・航士・予士には多くの「武窓用語」および「隠語」が存在し、主に陸幼では陸幼生徒を意味する「KD」・「カデ」・「カデット」・「C」を筆頭に、以下を一例とする用語が使用されていた。初期の帝国陸軍はフランス陸軍とドイツ陸軍に倣っていたことから、フランス語・ドイツ語に由来する用語が散見される。
- 「Dコロ」 - 「陸幼出身者」[46]。中学出身者が陸幼出身者に対して使う蔑称[46]。「カデ＝KD」のDに由来[46]。
- 「Pコロ」 - 「中学出身者」[46]。陸幼出身者が中学出身者に対して使う蔑称[46]。語源はドイツ語のPlatpatrone=空包[46]。陸幼出身者が自分たちをScharfepatrone=実包に見立て、中学出身者は音だけの空包に過ぎない、と揶揄したもの[46]。
- 「稚児さん」[47] - 上級生や生徒監・教官の寵愛を受けているとされる者を指す。

## 校長

### 歴代校長
陸軍幼年学校（第一次）
- 武田成章 大佐：1875年5月2日 -
- （兼）保科正敬 中佐：1875年9月7日 - 1877年1月13日廃止

陸軍幼年学校（第二次）
- 藤井包總 工兵中佐：1887年6月 - 1889年6月3日
- （職務取扱）藤井包總 工兵中佐：1889年6月11日 - 7月10日
- （心得）古川宣誉 工兵少佐：1889年7月10日 - 1889年11月2日
- 古川宣誉 工兵中佐：1889年11月2日 - 1890年8月25日
- 山内長人 歩兵中佐：1890年8月25日 - 1892年12月7日
- 佐々木直 歩兵中佐：1892年12月7日 -
- （兼・事務取扱）波多野毅 歩兵大佐：1894年9月13日 - 1895年8月10日
- 粟屋幹 歩兵中佐：1895年8月10日 - 1896年5月15日

陸軍中央幼年学校
- 粟屋幹 歩兵中佐：1896年5月15日 - 1896年9月25日
- 谷田文衛 歩兵中佐：1896年9月25日 -
- 伊崎良煕 歩兵中佐：1898年10月1日 -
- 小野安堯 砲兵大佐：1904年9月7日 -
- 竹内武 歩兵中佐：不詳 - 1906年3月9日
- 野口坤之 歩兵大佐：1906年3月9日 - 1908年3月18日
- 久能司 歩兵大佐：1908年3月18日 - 1910年11月30日
- 松浦寛威 歩兵大佐：1910年11月30日 - 1915年8月10日
- 岩崎初太郎 歩兵大佐：1915年8月10日 -
- 長谷川直敏 少将：1920年5月12日 - 8月10日（陸軍士官学校予科へ改組）

#### 主な地方校長
- 橘周太 - 名古屋校長。歩兵第34連隊第1大隊長として、遼陽の戦いで戦死。
- 千田貞季 - 仙台校長。独立混成第2旅団長として、硫黄島の戦いにて戦死。
- 百武晴吉 - 広島校長。第17軍司令官 / ガダルカナル島の戦い参照。
- 阿南惟幾 - 東京校長。陸軍大臣。終戦の前日に陸相官邸で自刃、介錯を拒み、翌朝に絶命。

## 関係者

### 第二次大戦敗戦時在校中生徒
敗戦で閉校したため、全員が旧制中学に復学した。
- いずみたく（作曲家）- 仙幼
- 加藤秀俊（評論家）- 仙幼
- なだいなだ（作家、精神科医）- 仙幼
- 西村京太郎（作家）- 東幼
- 加賀乙彦（作家）- 名幼
- 桂千穂（脚本家、作家）- 名幼
- 水島一也（学者）- 名幼
- 東典男（英語版）（画家） - 名幼
- 藤岡琢也（俳優）- 広幼
- 國分康孝（心理学者）- 東幼
- 大原健士郎（大学教授）- 東幼
- 杉山邦博（NHKアナウンサー）- 熊幼
- 相倉久人（音楽評論家）- 東幼

### 中途退校者
- 大杉栄（作家）- 名幼
- 宇都宮徳馬（政治家、実業家）- 東幼